# 艾德貝特·舒爾茨
艾德貝特·舒爾茨（德語：Adelbert Schulz，1903年12月20日—1944年1月24日）第二次世界大戰納粹德國第7裝甲師師長。他在二戰前是一名德國警察，二戰開爆發才被編入國防軍成為軍官，他是二戰期間最後成為裝甲部隊的將軍和師長。也是僅有的27位鑽石橡葉帶劍騎士鐵十字勳章的獲得者之一。

## 生平
初中畢業後進入理科高中進修，當時他的理想是到銀行找份工作，高中畢業後舒爾茨於1924年考進一所商業大學，但是一年後退學當了警察。
1934年舒爾茨晉升風紀警察少尉，一年後被編入國防軍部隊並作為裝甲部隊的一名中尉參加了德奧合併和進駐蘇台德區的行動。法國戰役開始時，舒爾茨上尉成為第25裝甲團第一裝甲連的指揮官。
1941年6月的“巴巴羅薩行動”侵蘇作戰中，舒爾茨已經升任第7裝甲師第25裝甲團第一營營長。當時第7裝甲師屬於中央集團軍羣麾下第3裝甲集團軍霍特將軍指揮左翼的第39裝甲軍。當時第7裝甲師擁有LT-38戰車157輛、四號坦克44輛、二號坦克79輛和指揮坦克28輛。
1942年1月27日，艾德貝特·舒爾茨晉升中校並接過第25裝甲團的指揮權。
1944年1月24日，哈索·馮·曼陀菲爾正式離任。1月26日，舒爾茨少將接管第7裝甲師，成為了這個著名的“幽靈師”的指揮官。

## 二戰時期

### 西部战役
法國戰役中，當第7裝甲師1940年5月3日在貝杜內南部格爾辛向巴林地區突擊時，舒爾茨帶領一個裝甲連在諾埃馬內頂住了法軍裝甲集羣的猛攻並確保了第7狙擊團的陣地。這場阻擊戰使他名聲大噪。他所在的第25裝甲團總是處在德軍攻擊波的最前端。6月7日，國防軍發表公告對法國戰役中戰功卓著的艾德貝特·舒爾茨上尉授予騎士鐵十字勳章。1940年9月29日，舒爾茨上尉和俾斯麥上校同時接受了這一榮譽。

### 巴巴羅薩

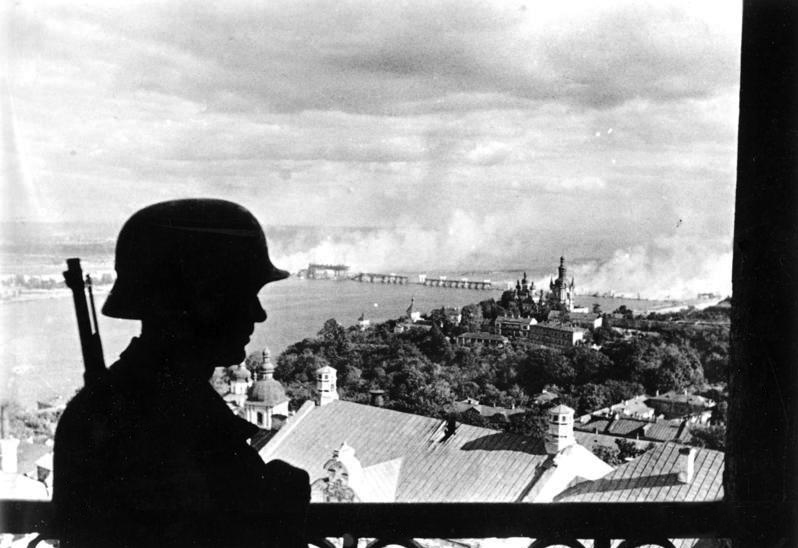
1941年7月，德军迅速占领了基辅

1941年6月22日，舒爾茨率領的裝甲營作為巴巴羅薩行動團突擊羣的一部分直插奧利達市，中午12時45分他們侵入市中心。舒爾茨的部隊完整無缺地奪取了兩座涅曼河大橋中的一座
1941年7月14日，舒爾茨營在迪米多夫東南約二十公里的沼澤地與蘇軍發生激戰。舒爾茨指揮部隊冒險突入蘇軍縱深，然後分散裝甲兵力將蘇軍陣地逐個包圍擊潰。
1941年11月16日，德軍在飛雪和寒氣中再度發起進攻。舒爾茨在耶格里埃夫斯科耶遭遇了強力的蘇軍防禦陣地，他不得不從南翼迂迴穿過村莊，但是當德軍到達波里－斯塞斯托拉的拉瑪河岸邊時，蘇軍及時炸燬了橋樑。11月20日，第25裝甲團到達斯帕斯－薩沃留克，從這裏他們開始攻擊亞姆基－古林。在這裏，第25團首次遭遇T-34坦克，德軍LT-38戰車的37毫米炮根本無法抗衡。三天後，舒爾茨營拼命突入古林，第7裝甲師於28日在亞希洛馬奪取了莫斯科－伏爾加運河。

### 法国休整
1941-1942年冬季戰役結束時，因戰鬥而疲憊不堪的第7裝甲師被召回西部進行徹底重組和重新裝備，舒爾茨少校跟隨他的師前往法國，在那裡他開始了自己的職業生涯。重組部隊，以便在盎格魯-撒克遜人試圖在法國海岸登陸時在西方使用。之后第7裝甲師於1942年11月被用來佔領法國自由區（安東行動）和土倫港（萊拉行動），以應對英美在法屬北非的登陸。舒爾茨少校參加了這些簡單的行動，沒有遇到任何阻力。然而同时由于斯大林格勒戰役，東線南段軸心國局勢惡化，需要將裝備有146輛現代化坦克的第7裝甲師緊急調回東部（1942年12月）。

### 重回东线

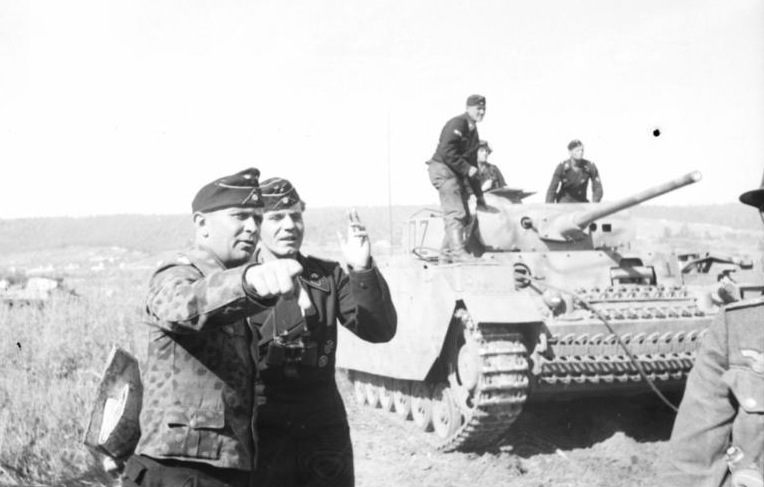
在庫爾斯克戰役的準備階段，舒爾茨上校與裝甲車指揮官討論戰術細節

由於盟軍在北非登入，第7裝甲師移動到法國南部沿海地區擔任警戒直到1942年11月24日。11月27日，第7裝甲師占領法國土伦軍港要塞。在這之後上頭曾經想將它調往義大利但是未能成行。12月中旬，他們領取了冬季裝備登上列車向蘇聯開去。第二次踏上蘇聯大地的第7裝甲師暫時配屬在霍利特裝甲集群之下。
舒爾茨中校乘坐他那輛著名的“R01號”三號指揮坦克從斯維爾德洛夫斯克向北方挺進，在奪取了尼基菲羅夫卡之後第25裝甲團一分鐘也沒有閒著繼續猛攻。在歷時48小時的戰鬥中全團擊毀蘇軍坦克41輛，艾德貝特·舒爾茨一舉成名。之後他的戰友們給了他一個“裝甲舒爾茨”的響亮諢號。
1943年春，德國裝甲部隊在東部經過長期的準備和重組，舒爾茨中校在嚴酷的庫爾斯克戰役中的大型坦克戰中發揮了重要作用；與他的第25裝甲團一起部署在埃里希·馮·曼施坦因元帥部隊（第3裝甲軍）的右翼這位德國軍官率領他的坦克衝進了前線，並取得了一些初步的成功。蘇軍的多次反擊均被擊退，並為第7裝甲師的擲彈兵提供了支援，以完成突破敵軍防線的艱鉅任務。
但是面對苏軍的持續增援，德軍的推進逐漸減弱，第7師無法在普羅喬羅夫卡戰場上與保羅·豪塞尔將軍的精銳衛隊部隊會合。库尔斯克战役最终以德军的失败而告终。儘管最終失敗，艾德贝特·舒爾茨進一步提高了他作為勇敢無畏的坦克指揮官的聲譽，並於1943年8月6日榮獲橡葉騎士十字勳章。

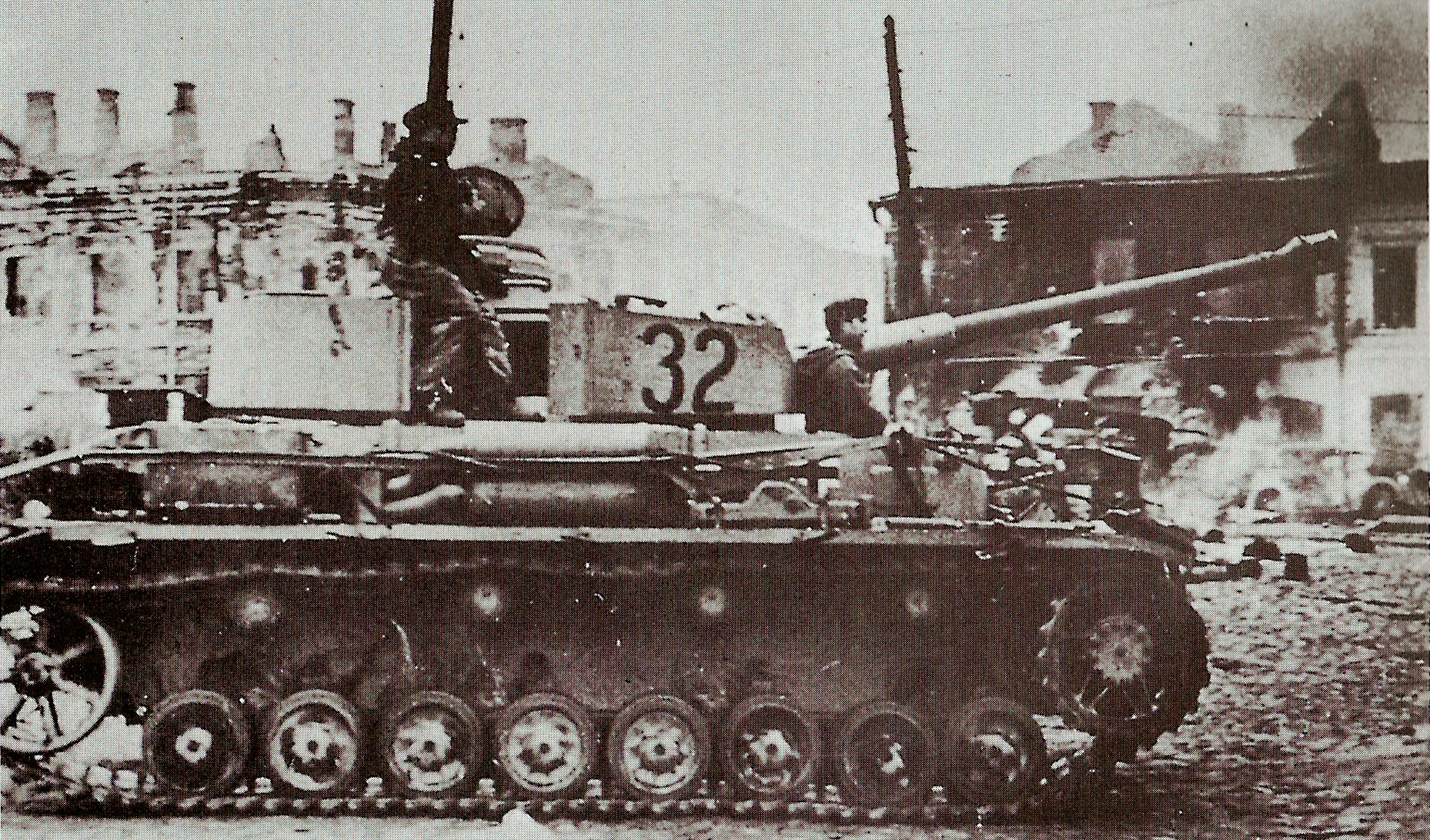
1943年11月，德军反攻期间，舒尔茨上校指挥的第25装甲团的一辆4号坦克驶入日托米尔

1943年冬，德軍失守日托米爾，哈索·馮·曼陀菲爾指揮第7裝甲師拼命反攻無果，正僵持不下之時，突然接到舒爾茨來電，他告訴曼陀菲爾他们已進入日托米爾市區，請立即發起總攻。師長哈索·馮·曼陀菲爾立即下令進攻，與舒爾茨裡應外合再次奪回了日托米爾。此役的勝利使德軍在基輔地區取得了一定的優勢，哈索·馮·曼陀菲爾對舒爾茨的評價非常高，「最優秀的指揮官舒爾茨中校率領的裝甲團，始終站在攻擊波濤的最前沿，他以無與倫比的勇猛和獻身精神鼓舞並支援著我們，他是這次戰鬥中所有士兵的楷模，我對他和第25裝甲團的感激是無法用語言表達的」。
他於1944年1月9日離開前線，到達拉斯滕堡，在那裡受到元首阿道夫·希特勒的親自接見并授予鑽石裝飾；這次他還晉升為少將，並被任命為第7裝甲師師長，接替哈索·馮·曼托菲爾將軍，后者被調往大德意志裝甲擲彈兵師。

## 阵亡
1944年1月28日，第7装甲师反攻舍佩蒂夫卡，舒爾茨前往前線與軍官們商議並研究局勢，他的指揮半履帶裝甲車被砲彈擊中。頭部被彈片擊穿，立即被送往戰地醫院搶救，在下午三時宣布死亡，他也成為德軍第7裝甲師任期最短的師長。同一天，最高統帥部宣布了他的死訊，並在《國防軍日報》上讚揚了他作為士兵的品質。
艾德貝特·舒爾茨被認為是德國裝甲師中最有能力、最有經驗的指揮官之一，他在戰場上的直接指揮和不拘一格的作風受到部下的讚賞，他在許多戰場上表現出了技巧和勇氣，是唯一的指揮官之一。他和與海亞辛勒·馮·史特拉什維奇一起成为了德国装甲部队中唯二被授予橡葉寶劍和鑽石騎士十字勳章者。
事後希特勒親自為舒爾茨寫了悼詞，曼施坦因元帥主持了他的葬禮，這位任職最短的裝甲師長，猶如一顆絢麗的流星，閃耀著耀眼的光芒，卻轉眼即逝。幾十年後的曼陀菲爾在提筆回憶舒爾茨時，都還在反覆強調自己的文筆太拙劣，不足以表達對舒爾茨的讚美。
戰後聯邦德國新成立國防軍時，特將一座軍營命名為「舒爾茨軍營」。

## 荣誉
- 鐵十字勳章（1939）
  - 二级（1940年5月24日）
  - 一級（1940年5月24日）
- 重傷獎章
- 銀色坦克攻擊章
- 騎士鐵十字勳章（1940年9月29日）
  - 橡葉（第47位，941年12月31日）
  - 寶劍（第33位，1943年8月6日）
  - 鑽石（第9位，1943年12月14日）
- 在《國防軍日报》中提及（1944年1月30日）

| 日期          | 原文   | 漢譯 |
| ------------- | ------ | --- |
| 1944年1月30日 | 德語： | 日前獲得元首最高勇氣獎的裝甲師師長舒爾茨少將壯烈犧牲。隨著他的去世，軍隊失去了一位最優秀的軍官和一位模範指揮官。 |

## 來源

### 引用
1. ↑  Kurowski 2008, p. 22.
2. ↑  Scherzer 2007, p. 690.
3. ↑  Kurowski 2008, p. 156.